# Howa
Howa Machinery Company Ltd   (豊和工業株式会社) (TSE : 6203) est une firme métallurgique japonaise créée en 1907. Elle fabrique des machines-outils, des armes à feu, des machines pour l'industrie textile et de l'équipement hydraulique. 

## Production
Elle produit des armes depuis 1940 pour l'armée japonaise. Elle a ainsi fabriqué les  :
- Fusil Arisaka Type 38
- Fusil Type 64
- AR-18 (et sa version civile AR-180) sous licence d'Armalite
- Carabine de grande chasse Howa 1500
- Fusil Type 89 (actuellement en service)
- Carabine USM1 pour l'Asie
- Howa Rifles in UK